# كأس النرويج 1963
كأس النرويج 1963 (بالنرويجية: Norgesmesterskapet i fotball for menn 1963)‏ هو الموسم 58 من كأس النرويج. أشرف على تنظيمه اتحاد النرويج لكرة القدم، وفاز فيه نادي شايد.